# Мастурбация в кино

Постер фильма «» (2022)

Мастурбация в кино является демонстрацией акта удовлетворения индивидом сексуальной потребности путём возбуждения собственных гениталий или эрогенных зон партнёра в кинематографическом искусстве.
Одним из самых ранних изображений мастурбации (в данном случае женской) на экране принято считать немецкий порнографический фильм 1910 года «Вечером» (нем. Am Abend), реконструированный сотрудниками Института Кинси.
В фильме «Смысл жизни по Монти Пайтону» (1983) песня «Всякая сперма священна» представляет собой сатиру на католические учения о репродукции, запрещающие мастурбацию и контрацепцию. Британский комик Ричард Херринг использует этот скетч в книге «Говорящий петух» для высмеивания тех, кто осуждает секс и мастурбацию для любых целей, кроме деторождения.

## Мнения
Сцены мастурбации в кино долгое время считались табу и продолжают подвергаться цензурированию по сей день.
Актриса и создательница сериала «Одинокая мамаша» Фрэнки Шоу говоря о сцене мастурбации героини в своём сценарии, отмечает существенные различия между тем, как это выглядит в реальности и на экране.
Профессор литературы и киноискусства Университета Пердью Уильям Дж. Палмер в своей книге The Films of the Nineties: The Decade of Spin пишет, что сдвиг в демонстрации на экране мастурбирующего человека наступил после подобной сцены с участием актрисы Сары Майлз, показанной в фильме «Моряк, который потерял милость моря», но по-настоящему смело кинематографисты стали касаться этой темы лишь в 1990-е.
Редактор журнала Empire Magazine и ведущий кинокритик газеты i Кристина Ньюленд в статье для издания Write for LWLies отмечала: «В порнографии женская мастурбация является основой. Мужская фантазия подсказывает, что это почти всегда возбуждающее зрелище, которое мужчина должен увидеть, прежде чем приступить к действию. Соответственно, оно имеет тенденцию служить закуской к основному блюду секса. Кино, хотя и менее откровенно, следует удивительно похожей логике в отношении женского самоудовлетворения».
По мнению русскоязычной версии Time Out, «Кинематограф — форма искусства, в теории не имеющая запретных тем, но неудобных среди них всё равно достаточно много. Например, далеко не в каждом фильме можно увидеть действительно откровенную постельную сцену, а уж эпизоды самоудовлетворения встречаются и того реже. Ведь если с мыслью о том, что люди спят друг с другом, зрители в целом свыклись, то самоублажение часто застаёт их врасплох и вызывает буйную реакцию».